# Gongronema napalense
Gongronema napalense är en oleanderväxtart som först beskrevs av Wallich, och fick sitt nu gällande namn av Decaisne. Gongronema napalense ingår i släktet Gongronema och familjen oleanderväxter. Inga underarter finns listade i Catalogue of Life.